# 白弄蝶
白弄蝶（Abraximorpha davidii）也稱夕斑弄蝶、白花斑弄蝶，是白弄蝶屬的一種弄蝶。

## 描述
雌雄外觀相同。雄蝶頭部覆有褐色混橙色的毛，觸角褐色且尖端呈明顯鉤狀。口器黑褐色，下唇鬚前伸，前兩節橙色並帶毛，第三節極小、平滑、褐色且棒狀。胸部覆蓋乳黃色和橙色毛，腹部則覆白色鱗片。足部為乳黃色。前翅三角形略長，外緣稍突出；後翅扇形，背面近基部覆蓋白毛。翅膀底色白色，裝飾著黑褐色斑紋，包括一條外緣帶、一條中央帶及靠近基部的一些斑點。翅膀腹面與背面的斑紋相似。前翅緣毛褐色，後翅緣毛則是白色中夾雜褐色。
雌蝶與雄蝶外形相似，差異在於腹部末端覆有鱗毛叢。

## 分佈
本種分布於中國華南、華西、華東、華中，中南半島北部與台灣中低海拔地區。

## 生態習性
本種幼蟲以薔薇科的懸鉤子為食，一年多世代，成蟲主要在春、夏、秋季活動，冬季以幼蟲態越冬。

## 資料來源
1. ↑  徐堉峰、千葉秀幸、築山洋、梁家源、黃智偉. . 行政院農業委員會林務局. 2019-01. ISBN 9789860586657.
2. 1 2  徐堉峰. . 台中市: 晨星出版社. 2013. ISBN 978-986-177-669-9.

## 外部連結
- 维基共享资源上的相關多媒體資源：白弄蝶